# Christian vom Lehn
Pour les articles homonymes, voir Lehn.
Christian vom Lehn (né le 14 avril 1992 à Wuppertal) est un nageur allemand, spécialiste de la brasse.

## Palmarès

### Jeux olympiques
- Jeux olympiques de 2012 à Londres (Royaume-Uni) :
  - 6e sur 4 × 100 m 4 nages

### Championnat du monde
Grand bassin
- Championnats du monde 2011 à Shanghai (Chine) :
  -  Médaille de bronze sur 200 m brasse

### Championnat d'Europe
Grand bassin
- Championnats d'Europe 2012 à Debrecen (Hongrie) :
  -  Médaille d'argent sur 4 × 100 m 4 nages
- Championnats d'Europe juniors 2009 à Prague (République tchèque) :
  -  Médaille d'or sur 200 m brasse
- Championnats d'Europe juniors 2010 à Helsinki (Finlande) :
  -  Médaille d'or sur 200 m brasse
  -  Médaille de bronze sur 100 m brasse
  -  Médaille de bronze sur 4 × 100 m 4 nages